# Белецкий, Феликс Марьянович
Белецкий Феликс Марьянович (17 ноября 1927, Новопетровка, Мелитопольский округ — 18 августа 1994, Днепропетровск) — доктор филологических наук, профессор кафедры украинской литературы Днепропетровского государственного университета им. 300-летия воссоединения Украины с Россией. Белецкий Феликс Марьянович — учёный-литературовед, педагог, автор более двухсот научных трудов, который более сорока лет своей жизни отдал преподавательской, научной, общественной и просветительской работе в стенах университета и за его пределами.

## Биография
- Родился селе Новопетровка Нижнесерогозского района, в многодетной крестьянской семье. С отличием окончил школу в селе Новопетровка. Именно детство чаще всего вспоминал Феликс Марьянович, как он малышом, держа в руках сплетённый отцом небольшой кнут, и закинув на плечо холщовую сумку с куском хлеба, каждый день выгонял рано утром корову на выпас. Часто маленький Феликс просил отца взять его с собой на работу, только это не получалось, так как некому было заменить его возле коровы. «Вот школа начнётся, — успокаивал его отец, — тогда уже обязательно». «Тогда другая работа будет, а ещё уроки надо будет учить», думалось ему. Начиналась школа, Феликс всегда помогал по хозяйству однако, учился только на «отлично». В тяжелые послевоенные годы работал в колхозе трактористом, будучи едва ли не единственным «мужчиной» в колхозе. В 1946 году он продолжает обучение уже в Верхнесерогозской средней школе, которую заканчивает с отличием в 1948 году.
- С 1949 до 1954 годы учился на историко-филологическом факультете Днепропетровского государственного университета, который окончил с отличием, затем — в аспирантуре по специальности «История украинской литературы». В 1957—1959 годы работал ответственным секретарём университетской многотиражной газеты «За передовую науку». В мае 1958 года защитил кандидатскую диссертацию на тему «Лесь Мартович — мастер социальной сатиры». С марта 1979 года занимал должность профессора кафедры украинской литературы. В 1987 году защитил докторскую диссертацию «Украинская сатирическая проза конца XIX — начала XX века. (Проблемы методы, системы жанров, форм обобщения)». Работая в университете, читал курсы и спецкурсы: «История украинской литературы», «Теория и методология литературной критики», «Этапы развития творческого метода» и прочее. Семь лет был секретарём партбюро факультета. С 1975 по 1985 годы исполнял обязанности председателя правления Днепропетровского городского отделения любителей книги.
- В памяти своих учеников профессор навсегда остался человеком высокоинтеллектуальным, добрым, искренним и, одновременно, очень требовательным и чрезвычайно ответственным. Феликс Белецкий многим дал путёвку в жизнь, учил своих студентов любви ко всему украинскому: литературе, языку, остроумному юмору и сатире. Его воспитанники успешно защищали кандидатские и докторские диссертации, прокладывая собственный путь в науке, не забывая советы своего учителя. Каким бы ни был напряженным его график работы он каждое лето приезжал в родное село Новопетровку навестить родителей.
- Сохранилась переписка профессора Ф. М. Белецкого с известными украинскими литературоведами и писателями Иваном Денисюком, Алексеем Засенко, Степаном Крыжановским, Олегом Бабишкиным, Ниной Иосифовной Жук, которая ещё ждёт своей научной оценки.
- В память о Белецком Феликсе Марьяновиче, учебная аудитория № 908, находящаяся в центральном корпусе Днепровского национального университета, носит имя профессора.[2]

## Работы
- Лесь Мартович. Киев., 1961;
- Лесь Мартович как мастер социальной сатиры: Автореферат дис., представл. на соискание учен. степени кандидата филологических наук / МВО УССР. Днепропетровский гос. университет. Кафедра укр. литературы. Днепропетровск: 1959. — 28 с.;
- Рассказы. Новелла. Очерк К., 1966;
- Жанровое своеобразие реалистической повести. 1974;
- Вопрос украинской литературно-художественной критики нач. XX в. 1977;
- Развитие реализма в украинской сатирико-юмористической прозе конца XIX — начала XX веков: Автореф. дис. на соискание учёной степени доктора филологических наук: Киев. гос. университет им. Т. Г. Шевченко. 1978;
- М. Е. Салтыков-Щедрин и украинская сатирическая литература нач. XX в. 1979;
- Условные формы изображения в украинской сатирической литературе: (Реализм и художественная условность). Учеб. пособие. Днепропетровск: ДГУ, 1980;
- Украинская сатирическая проза конца XIX — начала XX вв.: проблема реалистического метода, системы жанров, форм обобщения: диссертация доктора филологических наук. Днепропетровск, 1987;
- Особенности жанра сатирической сказки в украинской прозе конца XIX — начала XX вв. Украинское литературоведение. Львов, 1983;
- Жанровые формы литературной критики. 1989;
- Развитие жанров в украинской сатирической прозе конца XIX — нач. XX в. 1992;
- История украинской литературной критики начала 20 в. Днепропетровск. 1993;[3]

и другие.

## Личная жизнь
Белецкий Ф. М. был женат на Оксане Тимофеевне и имел сына Владимира и дочерей-близнецов Светлану и Лесю. Владимир и Светлана были причастны к делу отца — получили филологическое образование и занимались преподавательской деятельностью, дочь Леся закончила консерваторию и занималась музыкальной деятельностью. Жена Оксана Тимофеевна, которая является хранительницей памяти Феликса Марьяновича Белецкого, является филологом по образованию, бывшим преподавателем украинского языка и литературы в Днепропетровском педагогическом училище.